# Gerard van der Weerd
Gerard van der Weerd (Venlo, 4 oktober 1930 - Leeuwarden, 18 februari 2012) was een Nederlands klarinettist & dirigent. Hij was de oprichter van het Frysk Jeugd Orkest in 1977 met als doel jonge muzikanten in ensembleverband te laten musiceren. Van der Weerd dirigeerde het orkest tot 1997. Verder was hij 30 jaar 1e soloklarinettist van het Frysk Orkest en was hij docent klarinet aan het Gemeentelijke Muziekinstituut Leeuwarden, de Muziekpedagogische Academie, het Stedelijk Conservatorium Leeuwarden en andere muziekscholen in Friesland. In 1992 werd hij benoemd tot Ridder in de Orde van Oranje-Nassau.
Van der Weerd zou op 18 februari 2012 het reünieorkest dirigeren bij het jubileumconcert van het Frysk Jeugd Orkest. Na enkele maten zakte hij in elkaar en werd naar het ziekenhuis in Leeuwarden gebracht. Daar overleed hij dezelfde avond. 